# Atlétiko Tera Corá
Atlétiko Tera Corá (kurz auch: ATC) ist ein im Jahr 1984 gegründeter Fußballverein aus Tera Corá auf der Insel Bonaire. Der Verein spielt in der Saison 2015 in der Bonaire League, der höchsten Spielklasse des Fußballverbands von Bonaire.